# Мартыновское сельское поселение (Ростовская область)
Мартыновское сельское поселение — муниципальное образование в Мартыновском районе Ростовской области.
Административный центр поселения — слобода Большая Мартыновка.

## Административное устройство
В состав Мартыновского сельского поселения входят:
- слобода Большая Мартыновка
- посёлок Быстрореченский
- посёлок Гром-Гора
- посёлок Молодой Сад
- посёлок Новоберёзовка

## Население
| 2010  | 2012  | 2013  | 2014  | 2015  | 2016  | 2017  |
| ----- | ----- | ----- | ----- | ----- | ----- | ----- |
| 7246  | ↘7064 | ↘6916 | ↘6755 | ↘6700 | ↘6633 | ↘6614 |
| 2018  | 2019  | 2020  | 2021  |       |       |       |
| ↘6500 | ↘6490 | ↘6413 | ↗6455 |       |       |       |